# LET'S GO (森口博子のアルバム)
『LET'S GO』（レッツゴー）は、森口博子の7枚目のスタジオ・アルバム。1994年5月25日にキングレコードから発売された。

## 背景
前作『あした元気になあれ』から約5ヶ月ぶりのアルバムで、Dual Dreamとのコラボレーションシングル「Let's Go」が収録されている他、全10曲が収録されたアルバムである。
前作に引き続き、「Let's Go」を除いた全ての編曲を本間昭光が手掛けている。
9曲目の「おそろいの痛手」は、1か月後にリリースされたシングル「誘惑してよね夏だから」のカップリングとしてシングルカットされた。

## 批評
| 専門評論家によるレビュー | 専門評論家によるレビュー |
| レビュー・スコア         | レビュー・スコア         |
| 出典                     | 評価                     |
| ------------------------ | ------------------------ |
| CDジャーナル             | 肯定的                   |

CDジャーナルは、「モリグチに元気をわけてもらいたい人向け。そう、『夢MORI』って感じ。」と肯定的に評価している。

## 収録曲
| 全編曲: 本間昭光(except #3 編曲: Dual Dream・見良津健雄)。 |                              |            |            |       |
| #                                                          | タイトル                     | 作詞       | 作曲       | 時間  |
| 1.                                                         | 「だいじょうぶ」             | 芹沢類     | 亀井登志夫 | 4:26  |
| 2.                                                         | 「でっかいことをやろう」     | 川咲そら   | 井上慎二郎 | 4:41  |
| 3.                                                         | 「Let's Go」                 | Dual Dream | Dual Dream | 4:56  |
| 4.                                                         | 「髪を切ったら」             | 森口博子   | 亀井登志夫 | 4:42  |
| 5.                                                         | 「胸がときめくバラード」     | 川咲そら   | 尾関昌也   | 4:56  |
| 6.                                                         | 「ふう」                     | 芹沢類     | 尾関昌也   | 3:58  |
| 7.                                                         | 「掘り出し物よ」             | 川咲そら   | 大平勉     | 4:42  |
| 8.                                                         | 「あなたのことを思っている」 | 芹沢類     | 亀井登志夫 | 4:52  |
| 9.                                                         | 「おそろいの痛手」           | 森口博子   | 大平勉     | 5:16  |
| 10.                                                        | 「エイッ!とまたハリキッて」  | 芹沢類     | 井上慎二郎 | 5:00  |
| 合計時間:                                                  | 合計時間:                    | 合計時間:  | 合計時間:  | 47:29 |

## 楽曲解説
1. だいじょうぶ
2. でっかいことをやろう
3. Let's Go
  - Dual Dreamとのコラボレーションシングル
  - フジテレビ系『夢がMORI MORI』オープニングテーマ
4. 髪を切ったら
5. 胸がときめくバラード
6. ふう
7. 掘り出し物よ
8. あなたのことを思っている
9. おそろいの痛手
16枚目のシングル「誘惑してよね夏だから」のカップリング曲。
10. エイッ!とまたハリキッて

## 参加ミュージシャン
| だいじょうぶ - Keyboards：本間昭光 - Electric Guitar & Acoustic Guitar：山崎淳 - Synthesizer Operator：飯田高広 - Chorus：森口博子 でっかいことをやろう - Keyboards：本間昭光 - Drums：阿部薫 - Electric Guitar：遠藤太郎 & 林部直樹 - Acoustic Guitar：遠藤太郎 - Synthesizer Operator：飯田高広 - Sax：竹上良成 - Trumpet：エリック宮城 - Chorus：下成佐登子, 河合夕子, 森口博子 Let's Go - Synthesizer Operator：田久保誓一 - Drums：田中一光 - Guitar：見良津健雄 - Chorus：小島健二 髪を切ったら - Keyboards：本間昭光 - Electric Guitar：林部直樹 - Acoustic Guitar：吉川忠英 - Synthesizer Operator：飯田高広 - Chorus：下成佐登子, 河合夕子, 岩﨑元是 胸がときめくバラード - Keyboards：本間昭光 - Electric Guitar：林部直樹 - Acoustic Guitar：吉川忠英 - Synthesizer Operator：飯田高広 | ふう - Keyboards：本間昭光 - Electric Guitar：山崎淳 - Synthesizer Operator：飯田高広 - Sax：竹上良成 - Chorus：下成佐登子, 河合夕子, 岩崎元是 掘り出し物よ - Keyboards：本間昭光 - Electric Guitar：林部直樹 - Acoustic Guitar：吉川忠英 - Synthesizer Operator：飯田高広 - Chorus：下成佐登子, 河合夕子 あなたのことを思っている - Keyboards：本間昭光 - Electric Guitar：山崎淳 - Synthesizer Operator：飯田高広 - Chorus：森口博子 おそろいの痛手 - Keyboards：本間昭光 - Electric Guitar：山崎淳 - Synthesizer Operator：飯田高広 - Sax：竹上良成 - Chorus：下成佐登子, 河合夕子, 岩崎元是 エイッ!とまたハリキッて - Keyboards：本間昭光 - Drums：阿部薫 - Bass：宗秀治 - Electric Guitar & Acoustic Guitar：遠藤太郎 - Synthesizer Operator：飯田高広 - Sax：竹上良成 - Trumpet：エリック宮城 - Chorus：下成佐登子, 河合夕子, 岩崎元是 |